# Ali (rappeur français)
Pour les articles homonymes, voir Ali.
Ne doit pas être confondu avec Ali (rappeur américain).
Ali  (Africain Lié à l'Islam), de son vrai nom Yassine Sekkoumi né le 5 mai 1975 dans le 14e arrondissement de Paris, est un rappeur et auteur-compositeur français d'origine marocaine et originaire d’Issy-les-Moulineaux. Il est ex-membre du groupe Lunatic qu'il a formé avec Booba au milieu des années 1990.

## Biographie

### Jeunesse et débuts
Yassine Sekkoumi naît le 5 mai 1975 dans le 14e arrondissement de Paris. Il grandit à Issy-les-Moulineaux. Sous le nom de Daddy Ali, Sekkoumi commença à rapper à l'adolescence puis rencontre Booba par le biais d'Aarafat (c'est à l'initiative d'Ali que Lunatic sera formé, en 1994) et se rapproche de La Cliqua alors très proche des Sages Poètes de la rue. Des conflits internes se créent et le duo revient à Boulogne et intègre le Beat De Boul en compagnie des Sages Poètes de la rue, Mo'vez Lang, Malekal Morte, Sir Doum's & La Gonz Viv. Ils passent leurs soirées à freestyler et enregistrent un album en 1995 nommé Sortis de l'Ombre qui ne verra jamais le jour à cause de divergences avec Zoxea, producteur de l'album. Le conflit s'envenime et les deux acolytes quittent le Beat De Boul pour Time Bomb : Oxmo Puccino, Les X a.k.a les X-Men, Hifi, Pit Baccardi, Jedi, etc. Ils participent à divers morceaux comme Le guidon et Time Bomb explose et se retrouvent sur la compile Hostile Hip Hop en 1996 et y placent Le crime paie.
Le groupe participe ensuite à une autre compilation rap français : L 432 avec le morceau Les vrais savent. Booba est ensuite incarcéré et Ali fait une apparition en solo sur la mixtape Opération coup de poing. Une fois Booba libéré, le duo fonde le label 45 Scientific (avec Geraldo et Jean-Pierre Seck) et sort le maxi Civilisé qui servira à annoncer la sortie de l'album Mauvais œil qui verra le jour en octobre 2000 après le refus de plusieurs majors. L'album se vendra à plus de 100 000 exemplaires (certifié disque d'or le deuxième pour un album indépendant en rap français le premier étant L'Homicide volontaire d'assassin certifié en 1996) et rencontrera également un succès critique, au point d'être considéré comme un classique du rap français,. Sur cette lancée, Booba sort Temps mort en janvier 2002 et Ali y fait une apparition sur le morceau Strass et paillettes. Booba, en raison de conflits internes, quitte ensuite le label et l'histoire de Lunatic s'achève en 2003. Au même moment, Ali quitte le 92i, collectif dont lui, Booba et le groupe de hip-hop Malekal Morte étaient membres depuis 1999.

### Carrière solo
Ali participe à l'album d'Hifi sur le morceau Le Code de la rue, puis à la compilation Sang d'encre haut débit réalisée par Jean Pierre Seck avec le morceau Lamentations en compagnie de Keydj dont le clip sera tourné en Israël. Ali y fera référence dans son album Chaos et Harmonie et plus particulièrement dans le morceau La vérité reste la vérité. Ali publie donc son premier album solo en mai 2005. L'album atteint la 14e place des classements français et sera bien accueilli par la critique,, bien que certains reprochèrent à l'album certains featurings et l'aspect « monotone » de l'album. L'un des morceaux, Golden Boy, provoquera une légère polémique, certains pensant qu'il s'agit d'un clash dirigé contre Booba. Ce dernier n'en tiendra pas rigueur et Ali affirmera qu'il ne s'agit pas d'un clash. Un an avant la sortie de son premier album, Ali a rencontré Yasser Arafat lors d'un voyage en Palestine. Il ira plus tard soutenir Arafat lorsque ce dernier sera hospitalisé à Clamart,.
Il se fait rare, mais participe néanmoins à l'album du collectif Beni Snassen avec un morceau solo et un featuring avec Abd al Malik en 2008. Ali publie fin 2010 son deuxième album solo, intitulé Le rassemblement, suite logique de Chaos et harmonie sur lequel apparaissent Suspects et Hifi. Les critiques sont plus mitigées, mais il faut noter que ces critiques sont émises par des inconnus du rap français. Booba rend hommage à Ali dans le morceau Lunatic, issu de l'album du même nom sorti en 2010, où il déclare A.L.I tu as toute ma reconnaissance.
En 2014, Ali apparaît dans l'album solo d'R.E.D.K. Chant de vision, dans le morceau Murderer. Au début de 2015, il publie son troisième album, Que la paix soit sur vous. À défaut d'un succès notable au niveau commercial, l'album sera chaleureusement accueilli par la critique,.  
Ali vit aujourd'hui à Jakarta, en Indonésie, avec sa femme et ses enfants.

## Discographie
- 2005 : Chaos et harmonie
- 2010 : Le rassemblement
- 2015 : Que la paix soit sur vous

### Apparitions
- 1996 : Time Bomb – Time Bomb explose (sur le maxi des X, J'attaque du mike)
- 1996 : Lunatic – Le crime paie (sur la compile Hostile Hip Hop)

- 1997 : Lunatic – Viens danser avec les Lunatic
- 1997 : Time Bomb – Les bidons veulent le guidon
- 1997 :  Lunatic – Les vrais savent (sur la compilation L 432)
- 1997 : La Brigade feat. Lunatic – 16 rimes (contient un sample de Miles Davis - Lonely Fire)
- 1997 : Ali – Nique la halla (sur la mixtape Opération coup de poing)
- 1997 : Ali feat. Oxmo Puccino – Esprit mafieux
- 1997 : Time Bomb – Freestyle (sur la mixtape What's the flavor DJ Poska #25)
- 1999 : Lunatic feat. Malekal Morte – Test ton mic
- 2000 : Lunatic feat. Ärsenik – Sang d'encre (sur la compilation Sang d'encre)
- 2000 : Comité De Brailleurs feat. Lunatic – On s'maintient (sur le maxi du Comité)
- 2000 : Lunatic feat. Mala – Hommes de l'ombre (sur la compilation Nouvelle Donne 2)
- 2001 : Dicidens feat. Lunatic – De larmes et de sang (sur le maxi du même nom des Dicidens)
- 2002 : Black Jack feat. Lunatic & Mala – Diaspora d'Afrique
- 2002 : Ali feat. Suspects – Ennemis publics
- 2002 : Lunatic – Que le message passe (sur la compilation Liberté d'expression Vol.3)
- 2002 : Booba feat. Ali – Strass et paillettes (sur l'album de Booba, Temps mort)
- 2003 : Hifi feat. Ali & Nasme – Le code de la rue (sur l'album d'Hifi, Rien à perdre rien à prouver)
- 2004 : Ali feat. Keydj – Lamentations (sur la compilation Sang d'encre haut débit)
- 2004 : Dicidens feat. Lunatic – De larmes et de sang (sur l'album des Dicidens, HLM rezidents)
- 2008 : Ali – Dramatique (sur l'album de Beni Snassen, Spleen et idéal)
- 2008 : Abd al Malik feat. Ali – L'unique (sur l'album de Beni Snassen, Spleen et idéal)
- 2008 : Ali feat. Case Nègre – Soufre (sur la mixtape À l'arrache)
- 2011 : Tha Trickaz feat. Ali, Shabazz the Disciple – The Night the Earth Cried (sur l'album Cloud Adventure des Tha Trickaz
- 2013 : Shtar Academy feat. Ali – R.A.P Rien A Prouver (sur le projet de la Shtar Academy)
- 2014 : R.E.D.K. feat. Ali – Murderer (sur l'album solo de R.E.D.K.)
- 2020 : Karlito x Pone feat. Ali – Au-delà de l'horizon (sur l'EP Vision de Pone et Karlito)
- 2021 : Sadek feat. Ali – Guérison (sur l'album Aimons-nous Vivants de Sadek)
- 2022 : Ron Brice feat. Ali – Addition (sur l’EP Côte Est de Ron Brice)
- 2022 : Dinos feat. Ali – Équilibre (sur l'EP Nautilus de Dinos)
- 2022 : Prince Waly feat. Ali – Rottweiler (Sur l'album Moussa de Prince Waly)
- 2023 : Le 3ème Œil feat. Ali – Ciment & Firmament (sur la réédition de l'album Renaissance du 3ème Œil)
- 2023 : Napoléon Da Legend feat. Ali – Sacrée (sur l'album Le dernier glacier de Napoléon Da Legend)
- 2023 : Ekoué feat. Ali – Homme neuf (sur l'album Comment rester propre ? de La Rumeur)